# Oh My My
Singles de Ringo Starr
You're Sixteen
(1973) Only You (And You Alone)
(1974)
Pistes de Ringo
You're Sixteen Step Lightly
Oh My My est une chanson de Ringo Starr parue sur son album à succès Ringo en 1973. Elle a été composée par Ringo Starr et Vini Poncia.
Il s'agit du troisième single issu de l'album, paru aux États-Unis en février 1974. Il est arrivé en cinquième position des classements. Deux ans plus tard, pour accompagner la sortie de son album compilation Blast from Your Past, c'est le dernier single du musicien à être publié sur le label Apple au Royaume-Uni avec, en face B, le tube No No Song. Ce 45 tours n'a pas atteint les charts.
Le solo de saxophone est de Tom Scott et les chœurs sont effectués par Merry Clayton and Martha Reeves[réf. nécessaire].
La chanson a fait l'objet de plusieurs reprises, et a également été interprétée en concert par Ringo et le All-Starr Band.